# De klas van 2000
De klas van 2000 is een miniserie van DPG Media die sinds 2025 te zien op hun streamingplatform VTM GO. De serie werd bedacht en geschreven door Geerard Van de Walle. Van de Walle wil aantonen met eigen ervaringen dat opgroeien als homoseksuele tiener aan het einde van het 2e millennium niet zo evident was als anno 2025.

## Verhaal
Het is 2025. Seb Geens scheidt van zijn vrouw. Samen hebben ze een tienerdochter Emma. Emma wil deze scheiding voorkomen, maar dan vertelt haar vader de werkelijke reden: hij is homoseksueel en wil een ander leven met een man als partner. Emma vraagt zich af waarom haar vader nu pas uit de kast komt. In flashbacks vertelt Seb dat opgroeien als holebi rond het jaar 2000 niet zo vanzelfsprekend was. Er waren nog veel taboes, pesterijen en vele mensen aanzagen het nog als niet-natuurlijk zoals zijn eigen broer waardoor deze - zoals vele anderen - hem niet zouden aanvaarden. Wanneer destijds een jongen een meisje op school kuste om aan te geven dat ze een koppel waren, applaudisseerden de andere leerlingen, maar niemand zou het wagen om een persoon van hetzelfde geslacht openlijk te kussen.
In het schooljaar 1999-2000 zit Seb in het zesde middelbaar. Op het oudejaarsfeestje kapt hij per toeval een glas bier over Melissa. Zij is de vriendin van Dennis Van Laer. Melissa verlaat vroegtijdig het feestje met de brommer van Dennis. Daar laatstgenoemde nu niet thuisgeraakt, leent Seb zijn fiets aan Dennis, op wie hij al langer een oogje heeft, uit. Dennis staat erop dat hij rijdt met Seb op het bagagerek. Tijdens die rit neemt Seb Dennis vast om niet te vallen van het bagagerek, maar klampt zich steeds harder vast, iets wat Dennis toelaat. Dennis zet Seb thuis af en gebruikt dan de fiets om naar zijn huis te rijden.
Enkele dagen later surft Seb op het internet stiekem naar homoporno en wil een foto afdrukken. Dennis klopt dan op het raam: hij brengt de fiets terug. Daar destijds een foto afdrukken enige tijd in beslag nam, tracht hij het blad uit de printer te trekken, maar scheurt het doormidden waardoor een gedeelte vastzit in de printer. Seb vraagt Dennis naar zijn kamer om hem te leren langspeelplaten te mixen als een DJ. Dan komt zijn broer binnen met het stuk papier dat in de printer vastzat en weet niet goed of er twee mannen zichtbaar zijn of een man en een vrouw. Dennis vindt ook een tekenboekje van Seb en herkent daarin zichzelf. Hij verlaat het huis.
Sebs broer doorzoekt de internetgeschiedenis op de computer en komt zo te weten dat er regelmatig naar homosites wordt gesurft. Hij spreekt Seb hierover aan met de melding dat dit onnatuurlijk gedrag is en vraagt zich af hoe hun ouders zullen reageren op dit nieuws. Daarom beslissen ze om dit geheim te houden.
Op school vermoedt men van een andere jongen dat hij homoseksueel is en wordt daardoor regelmatig gepest, maar er grijpt zo goed als niemand in uit vrees ook als homo te worden aanzien.
De band tussen Seb en Dennis groeit en tijdens de voorbereidingen van de honderd dagen - waarbij ze met andere leerlingen 's nachts de school zijn ingebroken - hangen ze een spandoek aan een balkon van de school. Terug binnen kussen ze elkaar en hebben ze gemeenschap, maar dit wordt vroegtijdig afgebroken omdat de politie arriveert. Later geeft Seb aan Dennis kenbaar dat een relatie niet kan. Dennis beaamt de argumenten: ze kennen zelf geen mensen van hetzelfde geslacht die samenwonen, trouwen mag niet volgens de Belgische wetgeving en het zou onmogelijk zijn om een kind te hebben via adoptie.
Terug in het heden verklaart Seb dat ze na de middelbare school elkaar niet meer zagen: Dennis verhuisde met zijn ouders naar een andere stad en sociale media was nog niet zo echt ingeburgerd waardoor ze elkaar uit het oog verloren, maar hij was al die tijd nog stiekem verliefd. Emma gaat op sociale media op zoek naar Dennis en vindt hem. Ze overtuigt haar vader om met Dennis af te spreken. Tijdens die ontmoeting blijkt dat Dennis getrouwd is met een man.
Seb zet de volgende dag Emma op school af. Bij het uitstappen zegt ze dat ze hem aanvaardt zoals hij is, waarop Seb haar mijmerend nakijkt en ziet wat in 2000 niet mogelijk was: hij en Dennis kussen op het balkon. De leerlingen applaudisseren, zo ook zijn dochter.

## Rolverdeling
| Acteur           | Personage       | Opmerking |
| ---------------- | --------------- | --------- |
| Felix Braeckman  | Seb Geens       | 2000      |
| Helder Onkelinx  | Dennis Van Laer | 2000      |
| Wouter Hendrickx | Seb Geens       | 2025      |
| Greg Timmermans  | Dennis Van Laer | 2025      |
| Toulouse De Cock | Emma Geens      |           |
| Nidal van Rijn   | Maarten         |           |
| Omar Ouali       | Yannick         |           |
| Wout Vleugels    | Greg            |           |
| Aaron Roggeman   | Lander          |           |
| Lena Leue        | Melissa         |           |
| Alejandra Theus  | Nathalie        |           |
| Maurits Lemmens  | Patrick         |           |